# Klaus Ohlmann

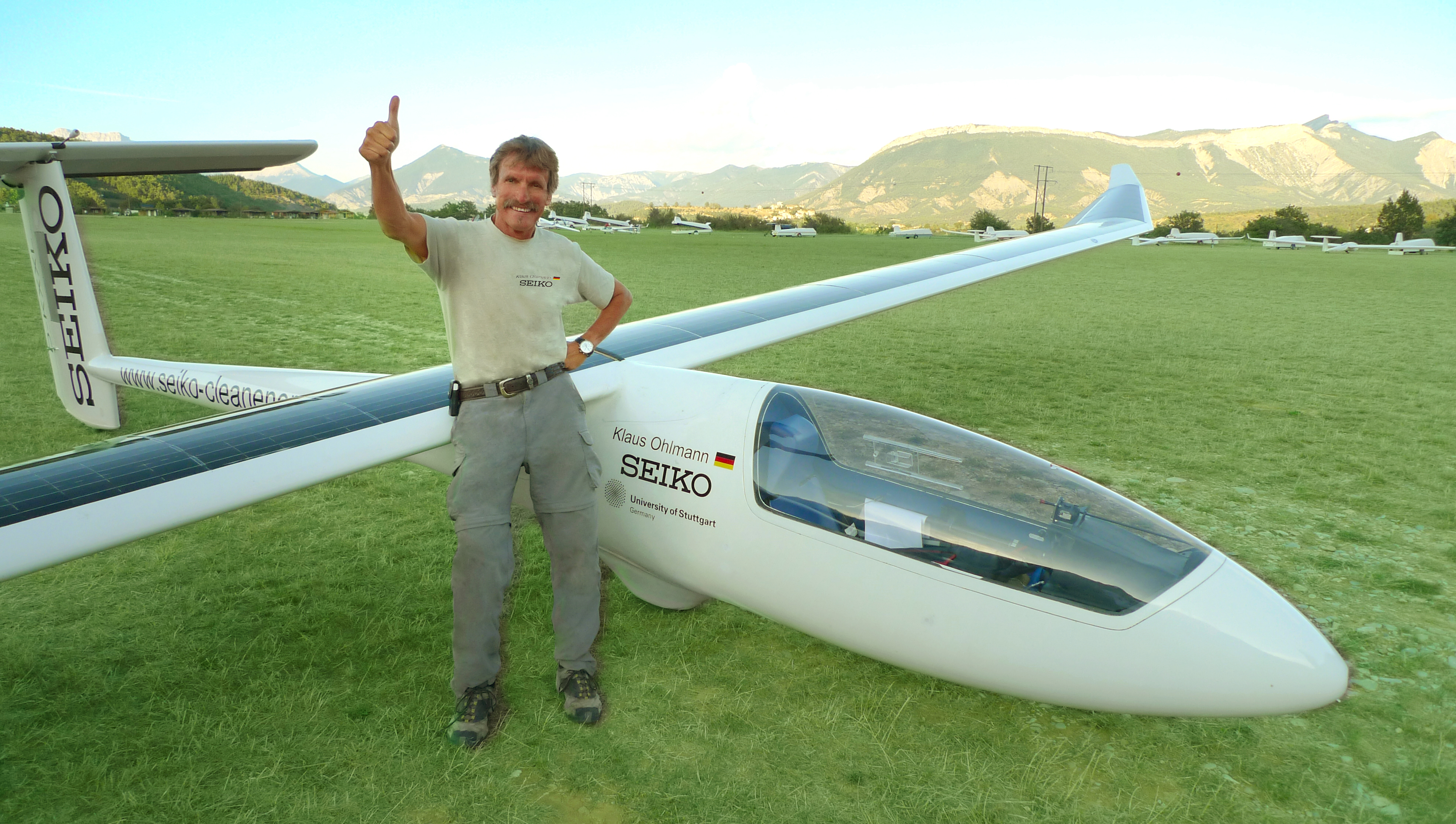
Klaus Ohlmann und Icaré II in Serres

Klaus Ohlmann (* 29. Juni 1952 in Neustadt an der Aisch) ist ein deutscher Zahnarzt und Segelflieger, der in den Alpen und den Anden mehrmals Streckenrekorde aufgestellt hat. 2003 stellte er in Argentinien  mit 3008,8 km in 15 Stunden und 17 Minuten die zweitweiteste Strecke im Streckensegelflug über eine frei gewählte Strecke auf. Im Jahr 1996/1997 gewann er in der Offenen Klasse den Barron Hilton Cup.
Er lebt in La Bâtie-Montsaléon im Département Hautes-Alpes, wo er ein Segelflugzentrum betreibt.

## Belege
1. ↑  15h 17min Youtube, Filmbericht vom Rekordflug

| Personendaten    | Personendaten          |
| ---------------- | ---------------------- |
| NAME             | Ohlmann, Klaus         |
| KURZBESCHREIBUNG | deutscher Segelflieger |
| GEBURTSDATUM     | 29. Juni 1952          |
| GEBURTSORT       | Neustadt an der Aisch  |